# Medelstads domsagas valkrets
Medelstads domsagas valkrets var vid riksdagsvalen till andra kammaren 1866–1908 en egen valkrets med ett mandat. Valkretsen avskaffades vid övergången till proportionellt valsystem i valet 1911, då den uppgick i Blekinge läns valkrets.

## Riksdagsmän
- Otto Fredrik Brunberg (1867–1872)
- Peter Gummesson (1873–6/4 1874)
- August Peterson, lmp 1875–1887, nya lmp 1888–1894, lmp 1895–1896 (1875–1896)
- Ludvig Kruse, lmp (1897–1899)
- Axel Lindvall, lmp (1900–1911)

## Valresultat

### 1896
| Andrakammarvalet i Sverige 1896: Medelstads domsagas valkrets | Andrakammarvalet i Sverige 1896: Medelstads domsagas valkrets | Andrakammarvalet i Sverige 1896: Medelstads domsagas valkrets | Andrakammarvalet i Sverige 1896: Medelstads domsagas valkrets | Andrakammarvalet i Sverige 1896: Medelstads domsagas valkrets |
| Kandidat                                                      | Kandidat                                                      | Röster                                                        | Röster                                                        | Röster                                                        |
| Kandidat                                                      | Kandidat                                                      | Antal                                                         | %                                                             | +− %                                                          |
| ------------------------------------------------------------- | ------------------------------------------------------------- | ------------------------------------------------------------- | ------------------------------------------------------------- | ------------------------------------------------------------- |
|                                                               | Ludvig Kruse                                                  | 194                                                           | 49,4                                                          |                                                               |
|                                                               | Axel Lindvall                                                 | 73                                                            | 18,6                                                          |                                                               |
|                                                               | Övriga kandidater                                             | 126                                                           | 32,0                                                          | —                                                             |
| Antal giltiga röster                                          | Antal giltiga röster                                          | 393                                                           |                                                               |                                                               |
| Kasserade röster                                              | Kasserade röster                                              | 14                                                            |                                                               |                                                               |
| Totalt                                                        | Totalt                                                        | 407                                                           |                                                               |                                                               |

Valdeltagandet var 38,9%.

### 1899
| Andrakammarvalet i Sverige 1899: Medelstads domsagas valkrets | Andrakammarvalet i Sverige 1899: Medelstads domsagas valkrets | Andrakammarvalet i Sverige 1899: Medelstads domsagas valkrets | Andrakammarvalet i Sverige 1899: Medelstads domsagas valkrets | Andrakammarvalet i Sverige 1899: Medelstads domsagas valkrets |
| Kandidat                                                      | Kandidat                                                      | Röster                                                        | Röster                                                        | Röster                                                        |
| Kandidat                                                      | Kandidat                                                      | Antal                                                         | %                                                             | +− %                                                          |
| ------------------------------------------------------------- | ------------------------------------------------------------- | ------------------------------------------------------------- | ------------------------------------------------------------- | ------------------------------------------------------------- |
|                                                               | Axel Lindvall                                                 | 232                                                           | 60,9                                                          | ▲42,3                                                         |
|                                                               | Sven Hellerström på Marielund                                 | 129                                                           | 33,9                                                          |                                                               |
|                                                               | Övriga kandidater                                             | 20                                                            | 5,2                                                           | —                                                             |
| Antal giltiga röster                                          | Antal giltiga röster                                          | 381                                                           |                                                               |                                                               |
| Kasserade röster                                              | Kasserade röster                                              | 2                                                             |                                                               |                                                               |
| Totalt                                                        | Totalt                                                        | 383                                                           |                                                               |                                                               |

Valet ägde rum den 22 augusti 1899. Valdeltagandet var 26,9%.

### 1902
| Andrakammarvalet i Sverige 1902: Medelstads domsagas valkrets | Andrakammarvalet i Sverige 1902: Medelstads domsagas valkrets | Andrakammarvalet i Sverige 1902: Medelstads domsagas valkrets | Andrakammarvalet i Sverige 1902: Medelstads domsagas valkrets | Andrakammarvalet i Sverige 1902: Medelstads domsagas valkrets |
| Kandidat                                                      | Kandidat                                                      | Röster                                                        | Röster                                                        | Röster                                                        |
| Kandidat                                                      | Kandidat                                                      | Antal                                                         | %                                                             | +− %                                                          |
| ------------------------------------------------------------- | ------------------------------------------------------------- | ------------------------------------------------------------- | ------------------------------------------------------------- | ------------------------------------------------------------- |
|                                                               | Axel Lindvall                                                 | 217                                                           | 74,6                                                          | ▲13,7                                                         |
|                                                               | Närmaste kandidat                                             | 71                                                            | 24,4                                                          |                                                               |
|                                                               | Övriga kandidater                                             | 3                                                             | 1,0                                                           | —                                                             |
| Antal giltiga röster                                          | Antal giltiga röster                                          | 291                                                           |                                                               |                                                               |
| Kasserade röster                                              | Kasserade röster                                              | 18                                                            |                                                               |                                                               |
| Totalt                                                        | Totalt                                                        | 309                                                           |                                                               |                                                               |

Valet ägde rum den 10 september 1902. Valdeltagandet var 22,8%.

### 1905
| Andrakammarvalet i Sverige 1905: Medelstads domsagas valkrets | Andrakammarvalet i Sverige 1905: Medelstads domsagas valkrets | Andrakammarvalet i Sverige 1905: Medelstads domsagas valkrets | Andrakammarvalet i Sverige 1905: Medelstads domsagas valkrets | Andrakammarvalet i Sverige 1905: Medelstads domsagas valkrets |
| Kandidat                                                      | Kandidat                                                      | Röster                                                        | Röster                                                        | Röster                                                        |
| Kandidat                                                      | Kandidat                                                      | Antal                                                         | %                                                             | +− %                                                          |
| ------------------------------------------------------------- | ------------------------------------------------------------- | ------------------------------------------------------------- | ------------------------------------------------------------- | ------------------------------------------------------------- |
|                                                               | Axel Lindvall                                                 | 262                                                           | 44,2                                                          | ▼30,4                                                         |
|                                                               | P. Persson i Persborg                                         | 187                                                           | 31,5                                                          |                                                               |
|                                                               | H. Wachtmeister                                               | 144                                                           | 24,3                                                          |                                                               |
| Antal giltiga röster                                          | Antal giltiga röster                                          | 593                                                           |                                                               |                                                               |
| Kasserade röster                                              | Kasserade röster                                              | 8                                                             |                                                               |                                                               |
| Totalt                                                        | Totalt                                                        | 601                                                           |                                                               |                                                               |

Valet ägde rum den 12 september 1905. Valdeltagandet var 46,1%.

### 1908
| Andrakammarvalet i Sverige 1908: Medelstads domsagas valkrets | Andrakammarvalet i Sverige 1908: Medelstads domsagas valkrets | Andrakammarvalet i Sverige 1908: Medelstads domsagas valkrets | Andrakammarvalet i Sverige 1908: Medelstads domsagas valkrets | Andrakammarvalet i Sverige 1908: Medelstads domsagas valkrets |
| Kandidat                                                      | Kandidat                                                      | Röster                                                        | Röster                                                        | Röster                                                        |
| Kandidat                                                      | Kandidat                                                      | Antal                                                         | %                                                             | +− %                                                          |
| ------------------------------------------------------------- | ------------------------------------------------------------- | ------------------------------------------------------------- | ------------------------------------------------------------- | ------------------------------------------------------------- |
|                                                               | Axel Lindvall                                                 | 508                                                           | 58,9                                                          | ▲14,7                                                         |
|                                                               | Sven Svensson (frisinnad)                                     | 351                                                           | 40,7                                                          |                                                               |
|                                                               | Övriga kandidater                                             | 3                                                             | 0,4                                                           | —                                                             |
| Antal giltiga röster                                          | Antal giltiga röster                                          | 862                                                           |                                                               |                                                               |
| Kasserade röster                                              | Kasserade röster                                              | 3                                                             |                                                               |                                                               |
| Totalt                                                        | Totalt                                                        | 865                                                           |                                                               |                                                               |

Valet ägde rum den 6 september 1908. Valdeltagandet var 48,7%.